# Дроун-метал
Дроун-метал (англ. drone metal), также известный как дроун-дум (англ. drone doom) и пауэр-эмбиент (англ. power ambient) — стиль метала, который сочетает медленный темп и тяжесть дум-метала с протяжным звучанием дроун-музыки. Дроун-дум также часто ассоциируют с пост-металом или арт-металом.

## Характеристики
- Электрогитара звучит с большой долей реверберации и аудиофидбэка[3].
- Строй инструментов обычно очень низкий, часто используются специальные баритон-гитары, позволяющие сильно опустить строй, не усложняя при этом звукоизвлечения и избегая дребезжания струн. Также используется специальная звуковоспроизводящая аппаратура с хорошим качеством воспроизведения низкочастотного звукового спектра.
- Вокал, если таковой присутствует, обычно гроулинг или скриминг.
- Ударная секция либо очень медленная и разреженная, либо отсутствует вовсе.
- Длительность песен обычно очень большая.

Дроун-думовое выступление было описано романистом Джоном Рэем:

Не отличающееся от прослушивания индийской раги в эпицентре землетрясения
Оригинальный текст (англ.)not unlike listening to an Indian raga in the middle of an earthquake— John Wray
 В газете New York Times Рэй также утверждал:

Трудно вообразить музыку более тяжёлую или же более медленную
Оригинальный текст (англ.)It's hard to imagine any music being heavier or, for that matter, very much slower— John Wray
У группы Sunn O))) отмечается схожесть с музыкальным направлением sound sculpture. Ян Тамлир отмечал также:

Протяжные инфразвуковые громыхания суб-баса — так называемый коричневый шум.
Оригинальный текст (англ.)sustained infra-sound rumble of sub-bass –- so-called brown noise— Sunn O)))

## Музыкальное влияние
В дроун-думе смешаны элементы разнообразных стилей музыки, повлиявших на её формирование. В частности это музыка в стиле Black Sabbath, Deep Purple, Celtic Frost, Flower Travellin' Band, The Melvins и Slayer.

## Связь с другими формами искусства
Стивен О'Мелли из Sunn O))) поначалу сотрудничал с Banks Violette, который сравнивал дроун-метал с работами Donald Judd. Tumlir считает предтечей стиля Robert Rauschenberg. Violette подчёркивает, однако, что дроун-метал

Настолько же физиологический феномен, насколько и акустический
Оригинальный текст (англ.)as much a physiological phenomenon as an acoustic one— Violette
, указывая на физиологическое воздействие музыки.
О’Мелли также выражал восхищение творчеством Ричарда Серры и Кормака Маккарти. Проект Риса Чатема Essentialist включает в себя проекции Роберта Лонго.

## История

### 1990-е
Основы дроун-метала были заложены группой Earth из Сиэтла, сформированной в 1990 году. Их описывали как «минималистический пост-гранж». Earth были вдохновлены сладж металом Melvins и минималистической музыкой Ла Монте Янга, а также некоторых других исполнителей. Группа Стивена О’Мэлли Burning Witch, появившаяся 5 годами позже, также в Сиэтле, продолжила это направление, добавив необычный вокал и внезапные шумы к своей музыке. Вначале группа записывалась на известном powerviolence лейбле Slap-a-Ham. Последующая группа О’Мэлли, Sunn O))), вначале формировалась как дань Earth, в наибольшей степени повлияла на дальнейшее развитие дроун-метала, наряду с Godflesh. Boris из Токио и Corrupted из Осаки также развивали этот стиль параллельно с группами из Сиэтла.

### 2000-е
Nadja (Торонто, Канада), Jesu (Абергеле, Великобритания), Black Boned Angel (Веллингтон, Новая Зеландия), Khanate (Нью-Йорк, США), Growing (Нью-Йорк), KTL (Вашингтон/Лондон), Teeth of Lions Rule the Divine (Ноттингем, Англия) и Moss (Саусхемптон, Англия) — наиболее яркие группы дроун-метала, появившиеся в начале XXI века. Музыканты, исполняющие нойз, например Kevin Drumm, также работали и в этом стиле. Проект Риса Чатема Essentialist стал вкладом в дроун-метал пожилого композитора, пытавшегося «достигнуть априорной сущности хеви-метала, редуцируя его до основных аккордовых последовательностей».